# Zoran Kalabić
 (mars 2025).
La mise en forme du texte ne suit pas les recommandations de Wikipédia : il faut le « wikifier ».
Les points d'amélioration suivants sont les cas les plus fréquents :
- Les titres sont pré-formatés par le logiciel. Ils ne sont ni en capitales, ni en gras.
- Le texte ne doit pas être écrit en capitales (les noms de famille non plus), ni en gras, ni en italique, ni en « petit »…
- Le gras n'est utilisé que pour surligner le titre de l'article dans l'introduction, une seule fois.
- L'italique est rarement utilisé : mots en langue étrangère, titres d'œuvres, noms de bateaux, etc.
- Les citations ne sont pas en italique mais en corps de texte normal. Elles sont entourées par des guillemets français : « et ».
- Les listes à puces sont à éviter, des paragraphes rédigés étant largement préférés. Les tableaux sont à réserver à la présentation de données structurées (résultats, etc.).
- Les appels de note de bas de page (petits chiffres en exposant, introduits par l'outil «  Source ») sont à placer entre la fin de phrase et le point final[comme ça].
- Les liens internes (vers d'autres articles de Wikipédia) sont à choisir avec parcimonie. Créez des liens vers des articles approfondissant le sujet. Les termes génériques sans rapport avec le sujet sont à éviter, ainsi que les répétitions de liens vers un même terme.
- Les liens externes sont à placer uniquement dans une section « Liens externes », à la fin de l'article. Ces liens sont à choisir avec parcimonie suivant les règles définies. Si un lien sert de source à l'article, son insertion dans le texte est à faire par les notes de bas de page.
- La présentation des références doit suivre les conventions bibliographiques. Il est recommandé d'utiliser les modèles {{Ouvrage}}, {{Chapitre}}, {{Article}}, {{Lien web}} et/ou {{Bibliographie}}. Le mode d'édition visuel peut mettre en forme automatiquement les références.
- Insérer une infobox (cadre d'informations à droite) n'est pas obligatoire pour parachever la mise en page.

Pour une aide détaillée, merci de consulter Aide:Wikification.
Si vous pensez que ces points ont été résolus, vous pouvez retirer ce bandeau et améliorer la mise en forme d'un autre article.
Zoran Kalabić dipl. oec, MBA (Paraćin) est un homme d'affaires serbe qui vit à Vienne depuis 1987,,. Il est impliqué dans des projets visant à promouvoir la préservation de la langue, de la culture et de la tradition serbes à l'étranger ainsi qu'en Serbie et en Bosnie-Herzégovine. En 2001, il a été décoré de la médaille d'or N. I Petrović par le gouvernement du Monténégro pour des mérites spéciaux dans la promotion du Monténégro en Autriche. Pour des mérites particuliers dans le renforcement des relations entre la république de Serbie et la république d'Autriche dans les domaines des activités publiques et économiques, il a été décoré par décret du président de la république de Serbie de l'ordre de l'Étoile de Karageorge en 2023,.

## Jeunesse et éducation
Zoran Kalabić est né à Paraćin. Dans sa jeunesse, il a pratiqué la boxe au BK Kablovi à Jagodina, devenant champion serbe des poids welters. Il possède deux diplômes universitaires en économie ainsi qu'un master en administration des affaires et, en 2024, il prépare un doctorat. Il a étudié l'économie à l'université de Kragujevac et, après son arrivée à Vienne, il a terminé ses études à l'Institut Joseph Schumpeter de Wels en Autriche. En 2012, il a obtenu son master et a obtenu le titre de Master of Business Administration – Gestion Immobilière, puis s'est inscrit à la Vienna School of International Studies en Autriche, après quoi il est devenu agent immobilier et gestionnaire. En 2013, il est devenu membre du Sénat de l'Économie autrichienne,.

## Carrière

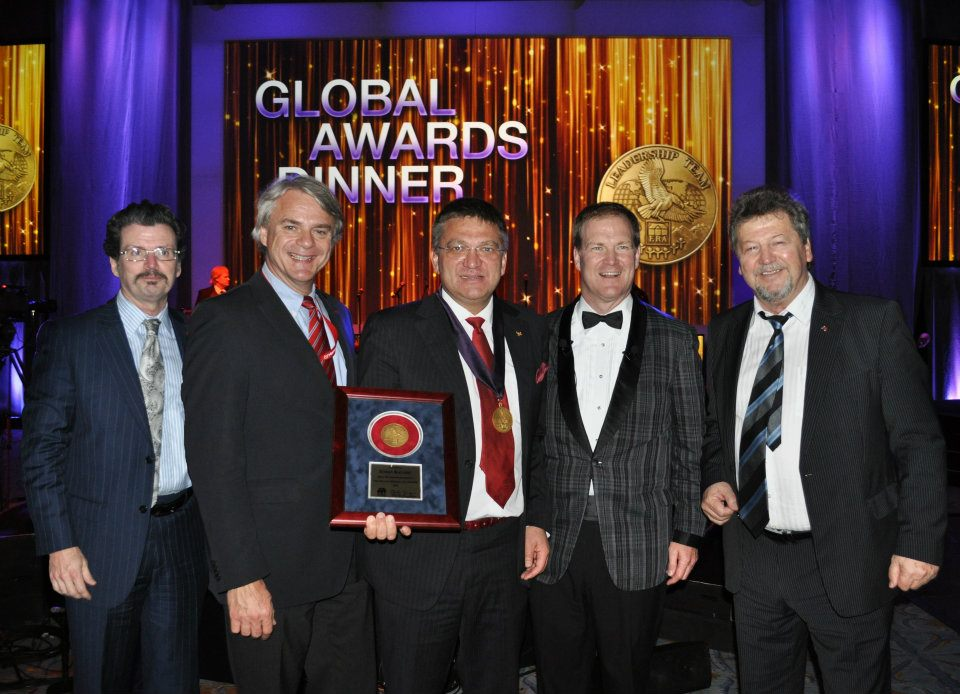
Kalabić avec des collègues, prix mondial ERA

Après avoir déménagé à Vienne en 1987, il a lancé plusieurs projets avec son frère Dragan, dont l'agence touristique « Falcon Tours », qui promouvait le potentiel touristique de la Serbie et du Monténégro. Ces entreprises en Autriche ont été interrompues par le bombardement de la Yougoslavie en 1999. À ce moment-là, Kalabić s'est tourné vers le domaine de l'immobilier.
Après une série d'années de succès, Kalabić a décidé de créer sa propre entreprise et en 2003, il a fondé avec son frère la société « 4M IMMOBILIEN », partenaire de ERA Immobilien, à l'époque la plus grande chaîne immobilière d'Europe avec plus de 1300 bureaux. Ils s'occupent de la construction, de l'investissement et de la vente de terrains et de biens immobiliers. Il a organisé le premier Bal économique serbe à Vienne en 2014. En 2017, il a fondé à Vienne la nouvelle association de citoyens serbes « Privilegija » dans le but de fournir des services gratuits aux Serbes et d'employer de jeunes Serbes en Autriche,. En 2023, il était membre d'un consortium qui a lancé une plateforme numérique pour la diaspora serbe appelée W-Radio media group. En tant que fondateur de l'agence 4M Immobilie, il s'exprime souvent publiquement dans les médias sur les tendances et les fluctuations du marché immobilier, et en 2024, il est devenu le premier Serbe de la diaspora à accorder une interview exclusive au magazine économique américain Forbes,.

## Activités caritatives
Zoran Kalabić est participant de la communauté serbe et bosniaque en Autriche et en Serbie. Il a soutenu financièrement l'hôpital pour enfants "St. Anna Kinderspital". Il a fait don d'une ambulance et d'un camion de pompiers à sa ville natale Paraćin, et a également apporté son aide à la Serbie et à la Bosnie-Herzégovine après les Inondations de 2014 en Europe du Sud-Est. Il a contribué à la reconstruction du monastère de Hilandar après l'incendie et continue de faire des dons jusqu'à ce jour. Kalabić collabore avec la société culturelle "Prosvjeta" à Vienne, le Centre culturel serbe, l'Association des hommes d'affaires serbes, et depuis 25 ans, il aide à organiser le Bal de la Saint-Sava au Palais Hofburg à Vienne,. Il finance des activités de publication et des événements culturels, artistiques et éducatifs pour les Serbes de la diaspora. Il collabore également avec la Tesla Science Foundation de Philadelphie.
Lors du 26e Bal de Saint-Sava qui s'est tenu au Palais de la Hofburg à Vienne, Kalabić a enchéri sur une réplique du « Évangile de Miroslav » lors d'une vente aux enchères caritative, les fonds étant destinés à soutenir Ljiljana Dukić, une mère célibataire de trois enfants originaire d'Obrenovac, en Serbie, vivant dans des conditions difficiles. Le bal a attiré plus de 2 500 invités, dont des diplomates, des hommes d'affaires, des figures culturelles et des membres de la jet-set européenne, tandis que Kalabić a personnellement accueilli 74 invités d'honneur issus de divers horizons professionnels, dont la journaliste Vesna de Vinča, le metteur en scène d'opéra Tadija Miletić, le chanteur Nenad Knežević Knez, Miss Serbie Aleksandra Rutović et bien d'autres.

## Vie personnelle
Kalabić vit et travaille à Vienne avec sa femme Adrianna Lushezy et leurs quatre enfants,. Il a un frère aîné, Dragan, qui est son partenaire commercial. Avec les représentants serbes au gouvernement autrichien, il travaille pour que les Serbes obtiennent le statut de minorité nationale en Autriche.

## Distinctions

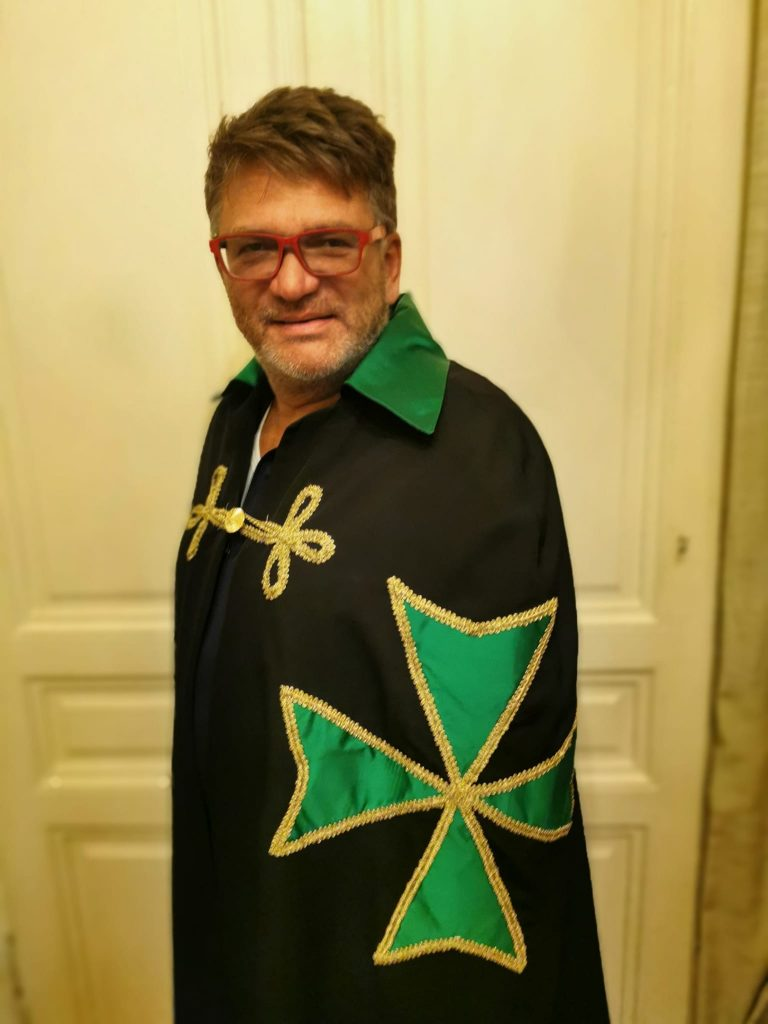
Zoran Kalabić, Commandeur de l'ordre de l'Armée hospitalière de Saint-Lazare de Jérusalem

Kalabić a été nommé meilleur agent immobilier aux États-Unis (Los Angeles 2009, Las Vegas 2017), en Europe (Berlin 2011) et meilleur courtier au monde (Nouvelle-Orléans 2022),. En plus des prix monétaires élevés, les associations professionnelles allemandes, autrichiennes et américaines lui ont décerné plus de 30 trophées et diplômes.
Il a également reçu des déclarations et d'autres reconnaissances pour son humanité, parmi lesquelles la plus notable est qu'il a été le premier Serbe et orthodoxe à être déclaré chevalier et commandeur de l'ordre de l'Armée hospitalière de Saint-Lazare de Jérusalem pour son soutien à l'hôpital pour enfants St. Anna Kinderspital. La Tesla Science Foundation de Philadelphie lui a décerné la Médaille d'or Tesla et il a également reçu de nombreuses récompenses pour la promotion de la culture et de l'art.
En 2023, Zoran Kalabić a été décoré par le Président de la Serbie Aleksandar Vučić de l'Étoile de Karadjordje, lors de la fête nationale de la Serbie, Sretenje, pour ses mérites particuliers dans le renforcement des relations entre la république de Serbie et la république d'Autriche dans le domaine des activités publiques et économiques. Il a reçu une récompense en or pour contributions spéciales du Monténégro, il a été distingué durant son travail chez RE/MAX en Autriche comme le meilleur agent immobilier, et parmi les autres récompenses se distinguent les suivantes :
- Prix de l'Association des Serbes en Autriche et en France pour la promotion de la culture et de la langue serbes[2].
- Commandeur de l'ordre militaire et hospitalier de Saint-Lazare de Jérusalem – décerné par le grand prieuré d'Autriche ; Londres, Vienne Söchau septembre 2021[18],[2].
- Prix d'octobre de la ville de Jagodina[4].
- Ordre de l'Étoile de Karađorđe troisième classe (2023)
- Prix de l'association des Serbes en Autriche et en France pour la promotion de la culture et de la langue serbes[1].
- Médaille d'or Tesla de la Tesla Science Foundation de Philadelphie, novembre 2021[1].
- Statut de Sénateur au Sénat économique autrichien pour la formation et l'éducation continue, 2022[1]